# Jean Marie Bosser

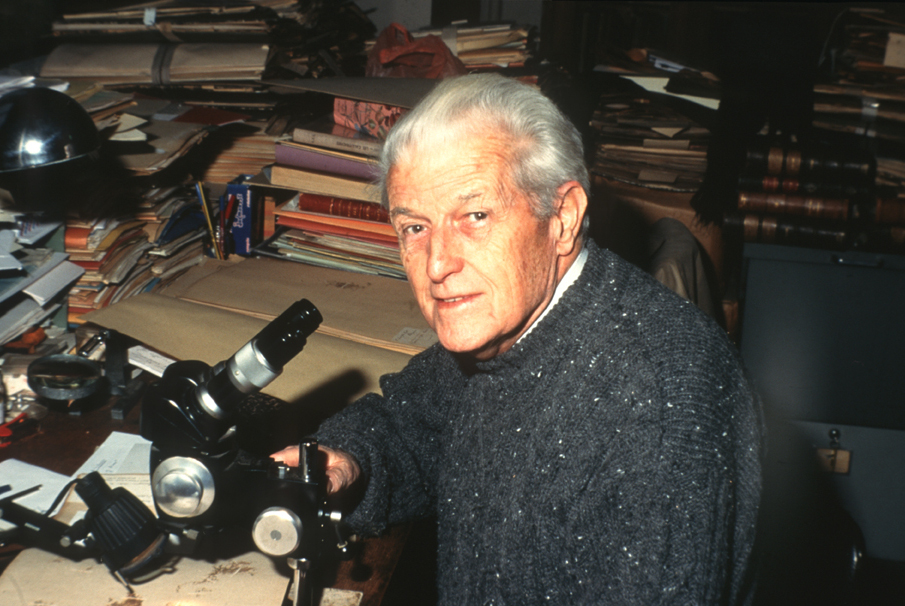
Jean Marie Bosser

Jean Marie Bosser (* 23. Dezember 1922 in Audierne, Frankreich; † 6. Dezember 2013 in Saclay, Frankreich), manchmal auch als Jean-Michel Bosser gelistet, war ein französischer Botaniker und Agraringenieur.  Sein offizielles botanisches Autorenkürzel lautet „Bosser“. Sein Forschungsschwerpunkt war die Flora von Madagaskar, den Komoren und den Maskarenen.

## Leben
Bosser war Mitarbeiter des Laboratoire de Phanérogamie am Muséum national d’histoire naturelle in Paris. Von 1962 bis 1963 war er Direktor des ORSTOM-Instituts (Office de la recherche scientifique et technique outre-mer, heute Institut de recherche pour le développement) in Antananarivo, Madagaskar. Zusammen mit Thérésien Cadet und Joseph Guého gehörte er zu den Autoren der Buchreihe Flore des Mascareignes, die seit 1976 in Zusammenarbeit mit dem Institut de recherche pour le développement (IRD), dem Mauritius Sugar Industry Research Institute (MSIRI) und den Royal Botanic Gardens, Kew herausgegeben wird und zu den umfangreichsten Werken über die Flora von Mauritius, Réunion und Rodrigues zählt. Bosser beschrieb zahlreiche neue Arten von Madagaskar und den Maskarenen, darunter Bulbophyllum labatii, Cynanchum staubii und Cynanchum guehoi. Der International Plant Names Index (IPNI) listet 301 Taxa (darunter viele Orchideen), die von Bosser als Autor oder Co-Autor beschrieben wurden.

## Dedikationsnamen
- (Acanthaceae) Anisostachya bosseri Benoist[4]
- (Aizoaceae) Delosperma bosserianum Marais[5]
- (Xanthorrhoeaceae) Aloe bosseri J.-B.Castillon[6]
- (Arecaceae) Dypsis bosseri J.Dransf.[7] (lange nur vom Holotyp bekannt, der im Dezember 1962 von Bosser gesammelt wurde. 1999 wiederentdeckt)
- (Asclepiadaceae) Ceropegia bosseri Rauh & Buchloh[8]
- (Asclepiadaceae) Secamone bosseri Klack.[9]
- (Begoniaceae) Begonia bosseri Keraudren[10]
- (Boraginaceae) Hilsenbergia bosseri J.S.Mill.[11]
- (Cucurbitaceae) Ampelosicyos bosseri (Keraudren) H.Schaef. & S.S.Renner[12]
- (Cyperaceae) Trichoschoenus bosseri J.Raynal[13]
- (Dioscoreaceae) Dioscorea bosseri Haigh & Wilkin[14]
- (Ericaceae) Erica bosseri Dorr[15]
- (Eriocaulaceae) Paepalanthus bosseri (Morat) T.Stützel[16]
- (Euphorbiaceae) Euphorbia bosseri Leandri[17]
- (Lamiaceae) Clerodendrum bosseri Capuron[18]
- (Lamiaceae) Plectranthus bosseri Hedge[19]
- (Leguminosae) Crotalaria bosseri  M.Peltier[20]
- (Leguminosae) Indigofera bosseri Du Puy & Labat[21]
- (Menyanthaceae) Nymphoides bosseri A.Raynal[22]
- (Monimiaceae) Tambourissa bosseri Jérémie & Lorence[23]
- (Montiniaceae) Grevea bosseri Letouzey[24]
- (Myrtaceae) Eugenia bosseri J.Guého & A.J.Scott[25]
- (Orchidaceae) Angraecum bosseri Senghas[26]
- (Orchidaceae) Bilabrella bosseriana (Szlach. & Olszewski) Szlach. & Kras-Lap.[27]
- (Orchidaceae) Bulbophyllum bosseri K.Lemcke[28]
- (Orchidaceae) Disperis bosseri la Croix & P.J.Cribb[29]
- (Orchidaceae) Jumellea bosseri Pailler[30]
- (Portulacaceae) Talinella bosseri Appleq.[31]
- (Pteridaceae) Pteris bosseri (Tardieu) Christenh.[32]
- (Rubiaceae) Canthium bosseri Cavaco[33]
- (Rubiaceae) Chassalia bosseri Verdc.[34]
- (Rubiaceae) Peponidium bosseri (Cavaco) Razafim., Lantz & B.Bremer[35]
- (Sterculiaceae) Acropogon bosseri Morat & Chalopin[36]
- (Vitaceae) Cissus bosseri Desc.[37]

## Werke (Auswahl)

### Wissenschaftliche Artikel
- 2000. Contribution à l'étude des Orchidaceae de Madagascar et des Mascareignes. XXIX. Révision de la section Kainochilus du genre Bulbophyllum. Adansonia 22(2) 167–182 pdf online
- 2000. Bosser JM; D Florens. Syzygium guehoi ( Myrtaceae ), nouvelle espèce de l'île Maurice. Adansonia 22(2) 183–186 pdf online
- 2001. Bosser JM; P Cribb. Trois nouvelles espèces de Bulbophyllum ( Orchidaceae ) de Madagascar. Adansonia 23(1) 129–135 pdf online
- 2002. Bosser JM. Contribution à l'étude des Orchidaceae de Madagascar, des Comores et des Mascareignes. XXXII. Un Cynorkis nouveau des Comores et un Eulophia nouveau de La Réunion. Adansonia 24(1) 21–25 pdf online
- 2002. la Croix, I; JM Bosser; PJ Cribb. The genus Disperis ( Orchidaceae ) in Madagascar, the Comores, the Mascarenes & the Seychelles. Adansonia 24(1) 55–87 pdf online
- 2002. Bosser JM. Une nouvelle espèce de Turraea ( Meliaceae ) des Mascareignes. Localisation de T. thouarsiana et identité de T. casimiriana. Adansonia 24(1) 113–116 pdf online
- 2002. Bosser JM; J Guého. Deux nouvelles espèces de Pandanus ( Pandanaceae ) de l'île Maurice. Adansonia 24(2) 239–242 pdf online[
- 2003. Bosser JM; PJ Cribb. Contribution à l'étude des Orchidaceae de Madagascar, des Comores et des Mascareignes. XXXIV. Bathiorchis, nouveau genre monotypique de Madagascar. Adansonia 25(2) 229–231 pdf online
- 2004. Bosser, JM. Contribution à l'étude des Orchidaceae de Madagascar, des Comores et des Mascareignes. XXXIII Adansonia 26(1) 53–61 pdf online
- 2005. Bosser, JM; R Rabevohitra. Espèces nouvelles dans le genre Dalbergia (Fabaceae, Papilionoideae) à Madagascar. Adansonia 27(2) 209–216 pdf online
- 2006. Bosser, JM. Contribution à l'étude des Orchidaceae de Madagascar, des Comores et des Mascareignes. XXXV. Description d'un Oeceoclades nouveau de Madagascar, et notes sur trois genres nouveaux pour les Mascareignes. Adansonia 28(1) 45–54 pdf online
- 2012. Baider, C; FBV Florens; F Rakotoarivelo; J Bosser; T. Pailler. Two new records of Jumellea (Orchidaceae) for Mauritius (Mascarene Islands) and its conservation status. Phytotaxa 52: 21–28 abstract online

### Bücher
- 2007. Hermans, J; C Hermans; D Du Puy; P Cribb; JM Bosser. Orchids of Madagascar. Ed. Royal Botanic Kew 398 pp. ISBN 1-84246-133-8